# Nova Zelândia nos Jogos Olímpicos de Inverno de 1976
A Nova Zelândia competiu nos Jogos Olímpicos de Inverno de 1976, realizados em Innsbruck, Áustria.